# Edith Borella
Edith Borella (25 novembre 1890 – Los Angeles, 6 marzo 1974) è stata un'attrice statunitense di origine svizzera che lavorò all'epoca del muto girando negli anni dieci del Novecento una settantina di film. Attrice caratterista, lavorò all'American Film Manufacturing Company finendo la sua carriera alla Komic Pictures Company . Era sposata al popolare attore Edward Coxen.

## Filmografia
- On the Border, regia di Wallace Reid - cortometraggio (1913)
- The Adventures of Jacques, regia di Lorimer Johnston - cortometraggio (1913)
- Through the Neighbor's Window, regia di Edward Coxen - cortometraggio (1913)
- Master of Himself - cortometraggio (1913)
- Calamity Anne's Sacrifice - cortometraggio (1913)
- The Haunted House, regia di Lorimer Johnston - cortometraggio (1913)
- An Assisted Proposal, regia di Lorimer Johnston - cortometraggio (1913)
- A Divorce Scandal, regia di Thomas Ricketts - cortometraggio (1913)
- Where the Road Forks, regia di Thomas Ricketts - cortometraggio (1913)
- Fate's Round-Up, regia di Thomas Ricketts - cortometraggio (1913)
- The Shriner's Daughter, regia di Thomas Ricketts - cortometraggio (1913)
- The Return of Helen Redmond, regia di Thomas Ricketts - cortometraggio (1914)
- A Blowout at Santa Banana, regia di Lorimer Johnston - cortometraggio (1914)
- The Hermit, regia di Thomas Ricketts - cortometraggio (1914)
- The Cricket on the Hearth, regia di Lorimer Johnston - cortometraggio (1914)
- The Dream Child, regia di Thomas Ricketts - cortometraggio (1914)
- The Carbon Copy, regia di Thomas Ricketts - cortometraggio (1914)
- The Crucible, regia di Lorimer Johnston - cortometraggio (1914)
- The Call of the Traumerei, regia di Jacques Jaccard e Lorimer Johnston - cortometraggio (1914)
- His First Love - cortometraggio (1914)
- The Coming of the Padres, regia di Lorimer Johnston - cortometraggio (1914)
- The Turning Point, regia di Lorimer Johnston - cortometraggio (1914)
- The Peacock Feather Fan, regia di Harry A. Pollard - cortometraggio (1914)
- A Decree of Justice, regia di Thomas Ricketts - cortometraggio (1914)
- The Last Supper, regia di Lorimer Johnston - cortometraggio (1914)
- The Widow's Investment, regia di Lorimer Johnston - cortometraggio (1914)
- The Man Who Came Back, regia di Henry Harrison Lewis - cortometraggio (1914)
- David Gray's Estate, regia di Lorimer Johnston - cortometraggio (1914)
- The Story of the Olive, regia di Sydney Ayres - cortometraggio (1914)
- Calamity Anne's Love Affair, regia di Thomas Ricketts - cortometraggio (1914)
- A Soul Astray, regia di William Desmond Taylor - cortometraggio (1914)
- In the Footprints of Mozart, regia di Thomas Ricketts - cortometraggio (1914)
- Mein Lieber Katrina Catches a Convict, regia di Thomas Ricketts - cortometraggio (1914)
- The Lure of the Sawdust, regia di Thomas Ricketts - cortometraggio (1914)
- At the End of a Perfect Day, regia di Thomas Ricketts - cortometraggio (1914)
- The Widow, regia di Thomas Ricketts - cortometraggio (1914)
- The Butterfly, regia di Thomas Ricketts - cortometraggio (1914)
- Their Worldly Goods, regia di Sydney Ayres - cortometraggio (1914)
- This Is th' Life, regia di Henry Otto - cortometraggio (1914)
- Lodging for the Night, regia di Thomas Ricketts - cortometraggio (1914)
- The Song of the Sea Shell
- The Wrong Birds - cortometraggio (1914)
- The Mirror, regia di Henry Otto - cortometraggio (1914)
- The Redemption of a Pal, regia di Henry Otto - cortometraggio (1914)
- Down by the Sea, regia di Thomas Ricketts - cortometraggio (1914)
- Daylight, regia di Thomas Ricketts - cortometraggio (1914)
- The Ruin of Manley, regia di Thomas Ricketts - cortometraggio (1914)
- A Slice of Life, regia di Thomas Ricketts e William Desmond Taylor - cortometraggio (1914)
- The Stolen Masterpiece, regia di Thomas Ricketts - cortometraggio (1914)
- Beppo, regia di Henry Otto - cortometraggio (1914)
- As a Man Thinketh - cortometraggio (1914)
- The Archaeologist regia di Henry Otto - cortometraggio (1914)
- The Beggar Child, regia di William Desmond Taylor - cortometraggio (1914)
- The Strength o' Ten, regia di Thomas Ricketts - cortometraggio (1914)
- The Unseen Vengeance, regia di Thomas Ricketts - cortometraggio (1914)
- The Alarm of Angelon, regia di Henry Otto - cortometraggio (1915)
- Restitution, regia di Henry Otto - cortometraggio (1915)
- The Crucifixion of Al Brady, regia di Henry Otto - cortometraggio (1915)
- Silence, regia di Henry Otto - cortometraggio (1915)
- Coals of Fire, regia di Thomas Ricketts - cortometraggio (1915)
- Imitations, regia di Henry Otto - cortometraggio (1915)
- In the Sunlight, regia di Thomas Ricketts - cortometraggio (1915)
- By Fair Means or Foul, regia di Edward Dillon - cortometraggio (1915)
- Ethel's Disguise - cortometraggio (1915)
- Ethel's Romance - cortometraggio (1915)
- Gasoline Gus - cortometraggio (1915)
- The Guiding Light, regia di Henry Otto - cortometraggio (1915)
- Unwinding It - cortometraggio (1915)
- Where Breezes Blow, regia di Edward Dillon - cortometraggio (1915)
- Beautiful Love - cortometraggio (1915)
- Mr. Wallack's Wallet - cortometraggio (1915)